# 분오
분오(文応, ぶんおう)는 일본의 연호(元号) 중 하나이다.
- 전후 : 쇼겐(正元) 이후 - 고초(弘長) 이전.
- 시기 : 1260년
- 천황 : 가메야마 천황
- 쇼군 : 가마쿠라 막부의 무네타카 친왕
- 싯켄 : 호조 나가토키

## 개원(改元)
- 쇼겐 2년 4월 13일(율리우스력 1260년 5월 24일), 개원.
- 분오 2년 2월 20일(율리우스력 1261년 3월 22일), 고초로 개원된다.

## 출전
『진서·유의전』의 「龍體既蒼，雜以素文，意者大晉之行，戢武興文之應也……」.

## 분오 시기에 일어난 일
- 원년
  - 니치렌이 「릿쇼안코쿠론」(立正安国論)을 지어 막부에 헌상하다.

## 서력과의 대조표
| 분오 | 원년   | 2년    |
| ---- | ------ | ------ |
| 서력 | 1260년 | 1261년 |
| 간지 | 경신   | 신유   |

## 같이 보기
- 일본의 연호 일람

| 이전 쇼겐 | 일본의 연호 1260년 ~ 1261년 | 다음 고초 |